# Roy Lassiter
Roy Lassiter (Washington D.C., 9 maart 1969) is een Amerikaans voormalig voetballer. Hij speelde als aanvaller bij verschillende clubs in de Major League Soccer. In het Major League Soccer seizoen 1996 scoorde hij 27 keer. Hiermee werd hij recordhouder met de meeste doelpunten in één seizoen. In het seizoen 1996/97 speelde hij voor Genoa CFC in de Serie A.

## Erelijst
- Topscorer Major League Soccer

Winnaar: 1996 (27)
- Kampioen Major League Soccer

Winnaar: 1999